# 南澳大桥
南澳大桥是广东省汕头市的一座跨海大桥，东起南澳县长山尾，西至澄海区莱芜围，全长11.08公里，目前是广东省第二长的跨海大桥（仅次于港珠澳大桥），于2015年1月1日建成通车。2015年4月1日正式运营，并开始收费。车速限制为60km/h；通行时间为上午7时至晚上10时，2015年4月1日起全日24小时开放。行人及非机动力车、摩托车、拖拉机、殘疾人专用车、履带车、轮式专用机械车、绞接式客车、全挂拖斗车禁止上桥，试运营期间不收车辆通行费。当天进岛车辆达1,500輛（即当出現岛上交通拥堵的临界车流量时），交警部门和南澳大桥管理单位将实行适時交通管制。是 539国道的一部分。

## 背景
南澳县是广东省唯一的海岛县，拥有丰富的海岛资源，但南澳岛和大陆连接的唯一交通是南澳长山尾码头和汕头澄海莱芜码头之间的渡船，如果遇到台风或雨雾天气，海岛就将成为孤岛，不但严重制约当地经济的发展，而且海岛内淡水供需矛盾的问题也无法得到根本解决，修建跨海大桥成为解决问题的关键。

## 修建
1995年2月13日，南澳跨海大桥开工修建。原计划大桥全长12公里，总投资为12亿元人民币，将从南澳县长山尾跨海，连接澄海市湾头镇 (现属澄海区莲下镇) 金鸿公路，但由于投资方资金链断裂，大桥只完成项目钻探、设计等前期工作和个别桥墩的建设，1997年1月大桥全面停工。
在此后数年，南澳跨海大桥的续建问题成为专家学者的争论焦点，支持者主张续建南澳跨海大桥是解决南澳经济发展的根本出路，也代表了绝大多数岛民的心声，而反对者则认为续建大桥会对海岛的自然生态和旅游资源造成破坏。 
2006年1月25日，广东省发改委批准了南澳大桥项目续建立项，南澳跨海大桥筹建工作重新开始。2007年2月6日，南澳大桥初步设计方案揭晓，大桥将东起南澳县长山尾，西至澄海区莱芜围接336省道，路线总长由原来的12公里缩减为10.96公里，宽12米，主桥为矮塔斜拉桥，整个工程总测算5.578亿人民币。2007年7月5日，广东省交通厅专家组原则通过了新南澳大桥的设计方案。
2008年底，南澳跨海大桥通过施工图设计评审，调整后的大桥建设规模为全长11.08公里，其中桥梁全长9.261公里，主桥宽14.1米，工程投资约11亿元，建设工期为33个月。2009年1月20日，南澳跨海大桥正式开工建设。大桥由杭州湾大桥的原班团队承建，2014年7月25日全线合龙， 2015年1月1日正式通车。

## 收费
南澳大桥收费站设於南澳岛，一次缴付双程通行费用。启动收费后，车辆将采取上桥取卡，过桥后进入南澳长山尾收费站缴卡并缴费，出岛时再取卡、收卡放行，初步采用人工发卡的方式。
- 小客车、吉普车、的士头货车：¥96
- 面包车、小型人货车、轻型货车、小型客车：¥144
- 中型/大型客车、中型货车：¥192
- 大型货车、大型拖(挂)车、20英尺集装箱车：¥288
- 重型货车、重型拖(挂)车、40英尺集装箱车：¥336
- 2015年4月1日零时起开始收费。

## 公共交通
- 汕头105路：至平西堤路口–南澳宫前大圆
- 汕头161A路/汕头161B路：岐山客运站–南澳后宅山顶大圆